# Лемза Володимир Дмитрович
Володи́мир Дми́трович Ле́мза (нар. 23 грудня 1949) — український політик. Народний депутат України. Член партії ВО «Батьківщина».

## Біографія
Освіта вища.
З 2002 до 2004 — керівник управління справами Одеської міської ради.
З 2004 — директор ТОВ «Чистий мир — Україна».
Захоплюється футболом.

## Парламентська діяльність
Березень 2006 — кандидат у народні депутати України від «Блоку Юрія Кармазіна», № 77 в списку. На час виборів: директор ТОВ «Чистий мир — Україна», член Партії захисників Вітчизни.
Народний депутат України 6-го скликання з 3 червня 2008 до 12 грудня 2012 від «Блоку Юлії Тимошенко», № 171 в списку. На час виборів: директор ТОВ «Чистий мир — Україна», член партії ВО «Батьківщина». Член фракції «Блок Юлії Тимошенко» (з 3 червня 2008). Член Комітету з питань європейської інтеграції (19 вересня 2008 — 1 квітня 2009), голова підкомітету з питань європейської інтеграції транспортних мереж України Комітету з питань європейської інтеграції (з 1 квітня 2009).